# Alfa Romeo Giulietta (1977)
Alfa Romeo Giulietta (typ 116) je sedan vyráběný od roku 1977 do roku 1985. Vozidlo bylo představeno v listopadu 1977  a přestože model převzal jméno původního modelu Alfa Romeo Giulietta (typ 750/101) z roku 1954, šlo o zcela nový design založený na podvozku Alfa Romeo Alfetta (včetně jeho zadní nápravy). Giulietta typ 116 prošla dvěma facelifty, prvním v roce 1981 a druhým v roce 1983. Všechny varianty této Giulietty používaly pětistupňovou manuální převodovku.
Název Giulietta byl v historii automobilky Alfa Romeo použit celkem třikrát: šlo však o koncepčně i designem o velmi odlišné automobily. Giulietta (typ 750/101) byla vyráběna 1954–1965 jako sedan, kupé, roadster i kombi. Giulietta (typ 116), byla vyráběna 1977–1985. Pro odlišení od modelu z roku 1954 byl typ 116 označován též jako Nuova Giulietta. Giulietta (typ 940) je hatchback vyráběný od roku 2010. Giulietta je zdrobnělina ženského jména Giulia (Julie), znamená tedy Julinka.
Zatímco Giulietta (1977) je v zásadě konvenční tříprostorový sedan, design zadní část byl odlišný, včetně malého integrovaného aerodynamického spoileru. Tato Giulietta byla nabízena pouze jako sedan, i když se objevilo i několik úprav jiných výrobců na kombi. Prvním z nich byla úprava firmy Moretti z první poloviny roku 1978.

## Historie

### První série
Výroba modelu Giulietta začala v listopadu 1977. K dispozici byly dva modely: Giulietta 1.3 s motorem o objemu 1357 cm³ a výkonu 70 kW a Giulietta 1.6 s motorem o objemu 1570 cm³ a výkonu 80 kW.
V dubnu 1979 přibyla Giulietta 1.8 s motorem o objemu 1779 cm³ výkonu 90 kW  a v květnu následujícího roku Giulietta Super s motorem o objemu 2 litry (1962 cm³ a výkonu 96 kW. 

### Druhá série

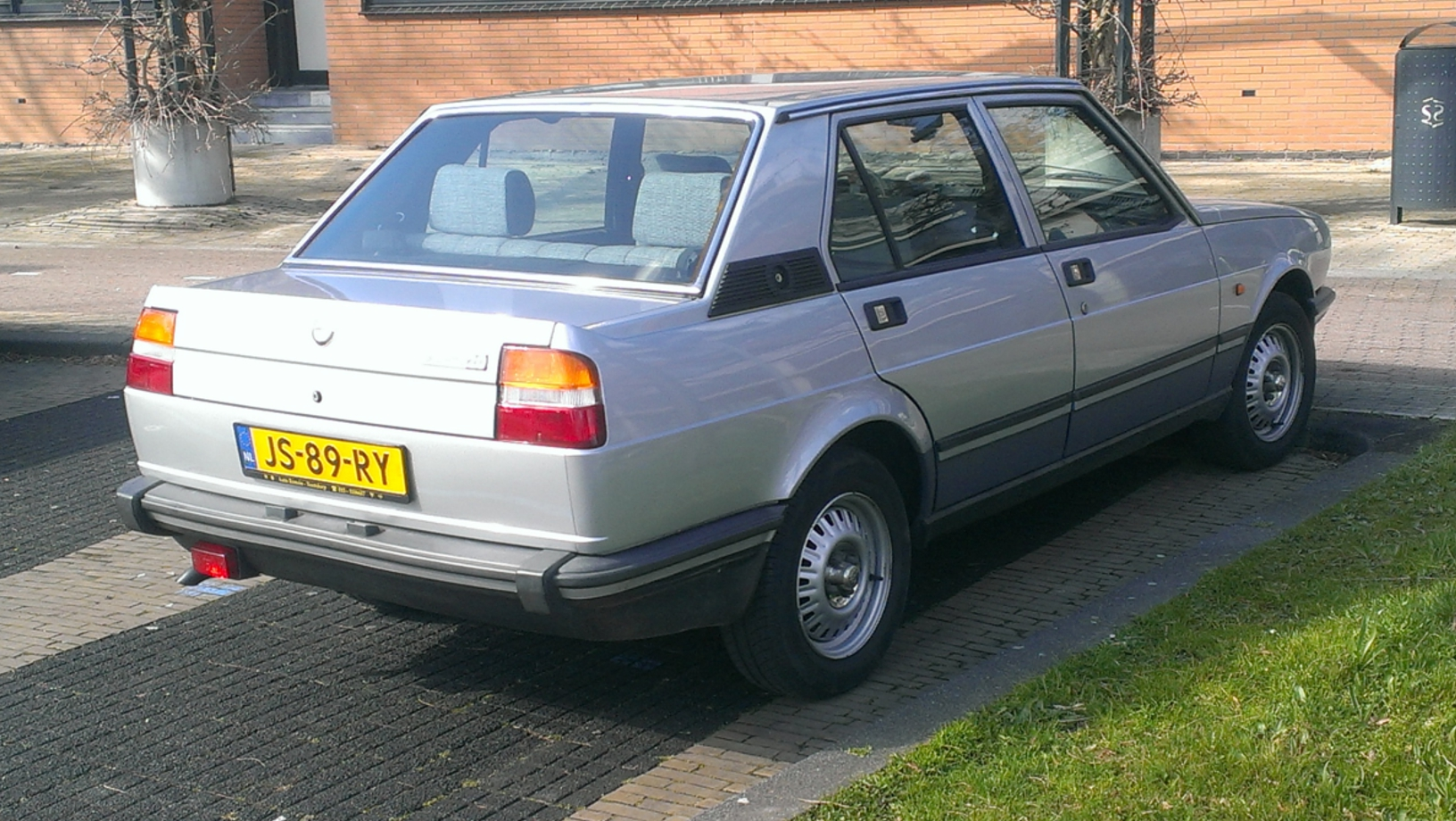
1983 Alfa Romeo Giulietta 2.0

V létě roku 1981 došlo k malému faceliftu interiéru i exteriéru, zatímco motory zůstaly stejné. Auto získalo plastovou ochranu po dolním obvodu karosérie, modifikace interiéru zahrnovaly nový volant a nové sedadla, také přístrojová deska i středová loketní opěrka byly upraveny.
Giulietta 2.0 Turbo Autodelta o výkonu 175 koni (vyrobená firmou Autodelta) byla představena v roce 1982 na autosalonu v Paříži. Tato speciální verze měla turbomotor o objemu 1962 cm³.
Produkční verze modelu Giulietta Turbodelta měla 170 koní (125 kW). Všechny turbo verze byly černé s červeným interiérem. Bylo vyrobeno pouze 361 kusů. Ve stejném roce byla zavedena také verze Giulietta 2.0 Ti a turbodiesel VM o objemu 1995cm³ o výkonu 60 kW, prodej byl zahájen na počátku roku 1983.
V roce 1982 dosáhly turbodiesely Alfetta a Giulietta sedm světových rychlostních rekordů na trasách 5/10/25/50 tisíc kilometrů a 5/10/25 tisíc mil na okruhu Nardò Ring Zatímco šlo o jeden z nejrychlejších dieselů ve své kategorii v té době, byla Giulietta poměrně nákladná a měla nepříznivé rozložení hmotnosti (56,9 % nad přední nápravou). 

### Třetí série
Koncem roku 1983 byla představena Giulietta "84" (série 3) s malými rozdíly ve vzhledu, upravenými nárazníky a výrazně změněnou palubní deska, také zadní sedadlo se v některých verzích změnilo. Mechanicky šlo v podstatě o stejný vůz, s malými modifikacemi brzdového posilovače a sacího potrubí u některých verzí.
Největším trhem pro společnost Giulietta byla Jihoafrická republika, kde velmi úspěšná televizní reklamní kampaň (zdůrazňující aerodynamická linie) přinesla v letech 1981 až 1984 velmi dobré prodeje. Výroba modelu Giulietta byla ukončena v roce 1985, celekem bylo vyrobeno asi 380 000 kusů. Nahrazena byla modelem Alfa Romeo 75, který využíval mnoho z modelů Alfetta/Giulietta.

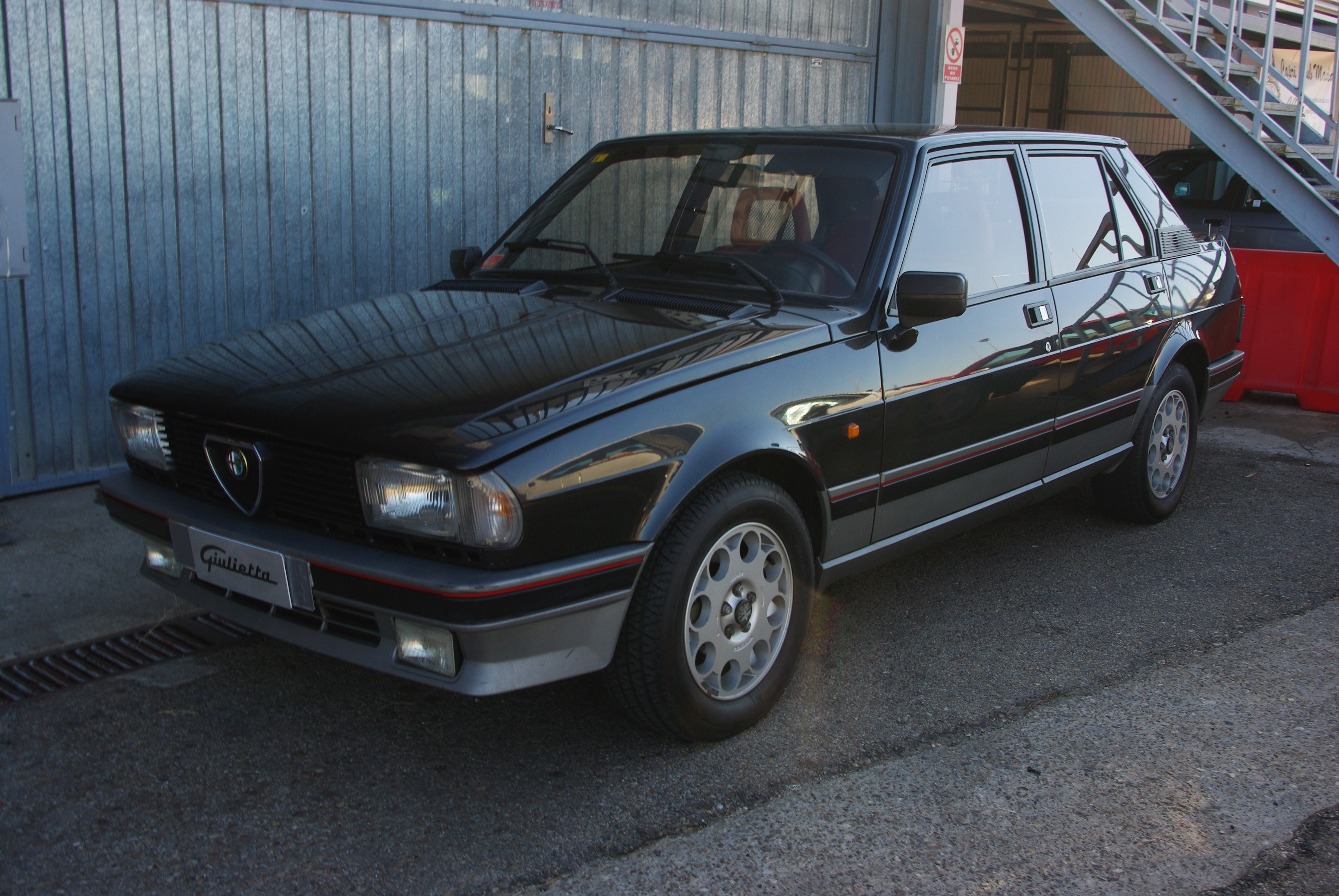
Jeden z jen 361 vyrobených kusů Giulietta Turbodelta
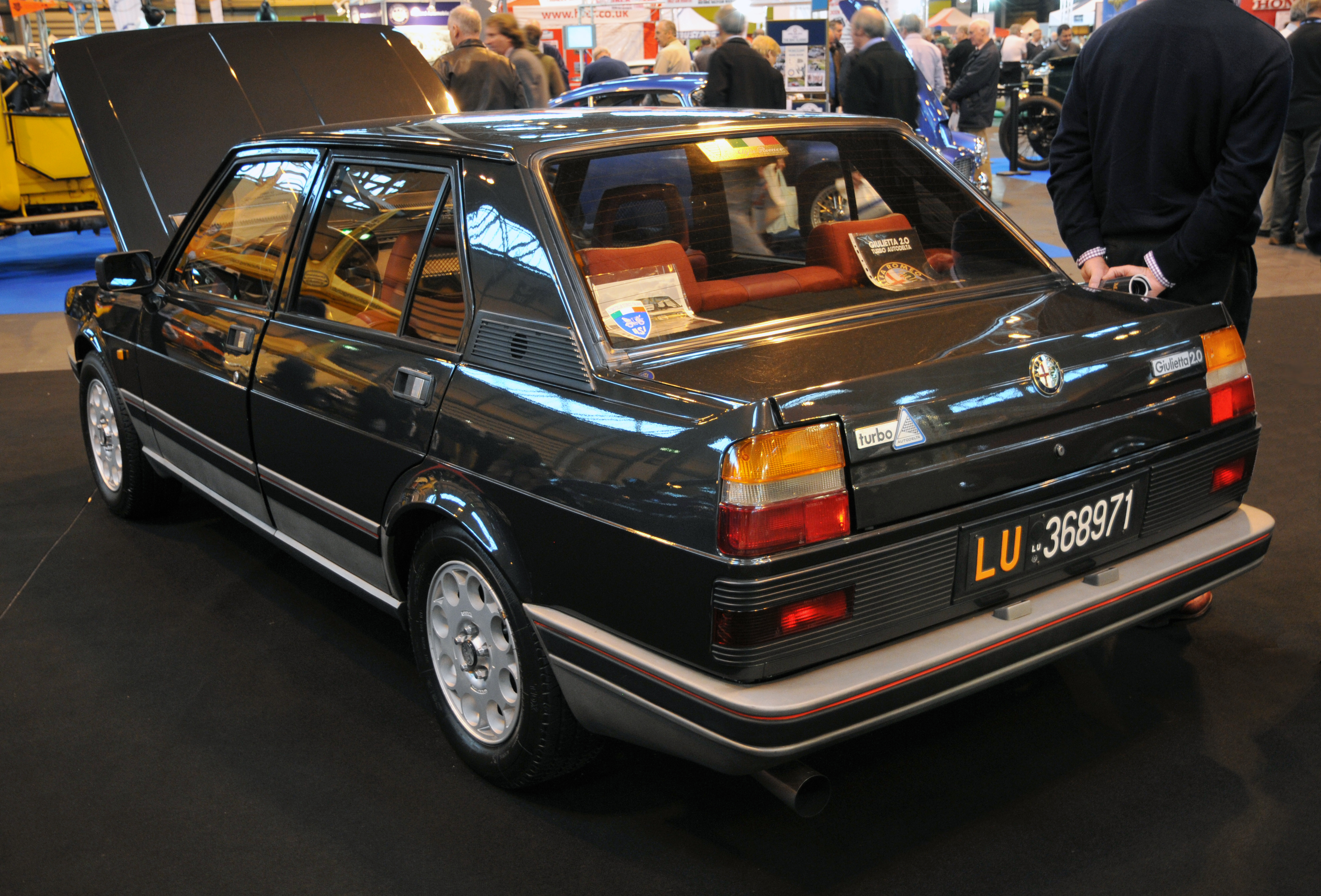
Zadní pohled na Giulietta Turbodelta
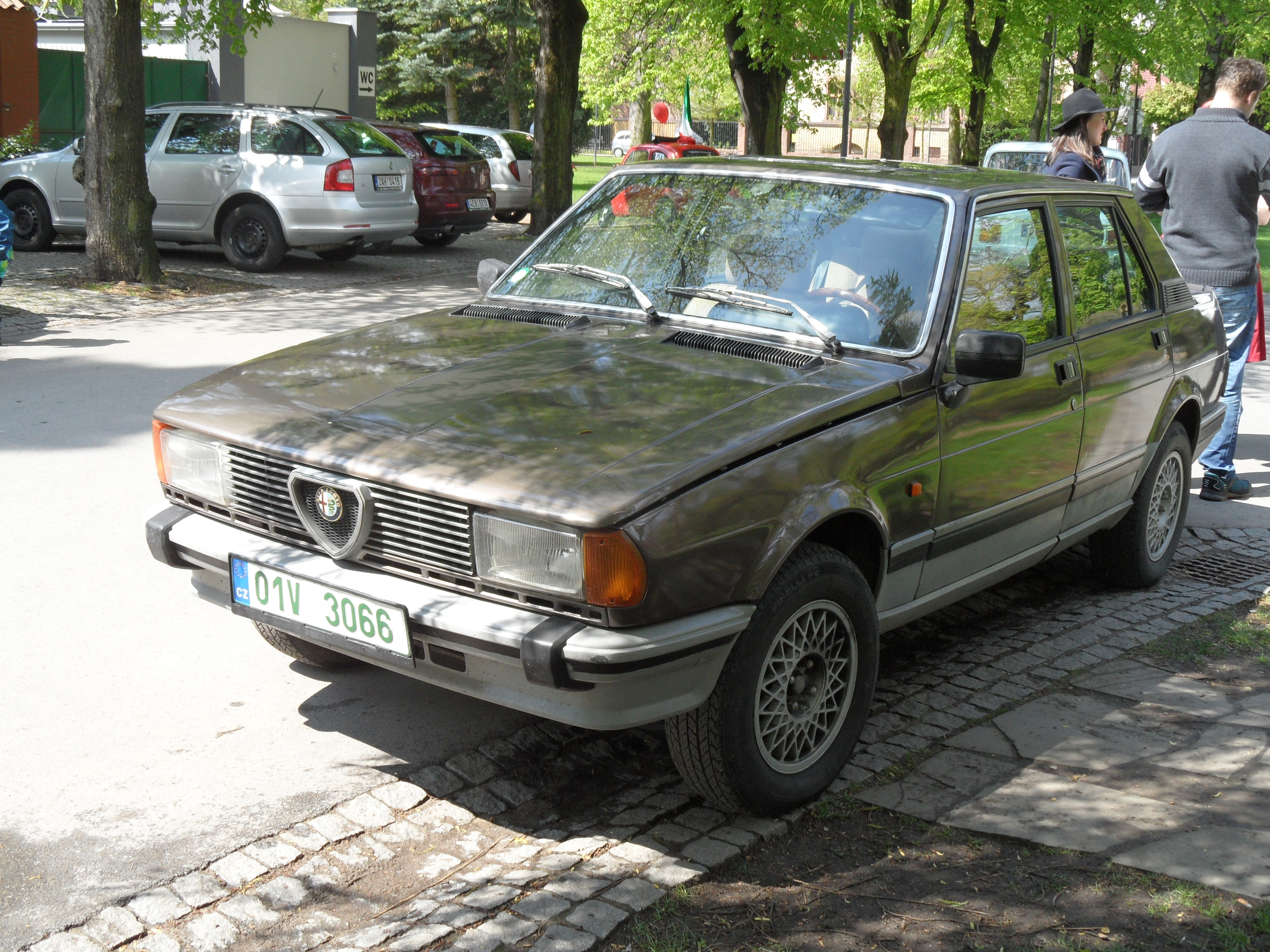
Giulietta 2.0 na srazu v Poděbradech (duben 2017)
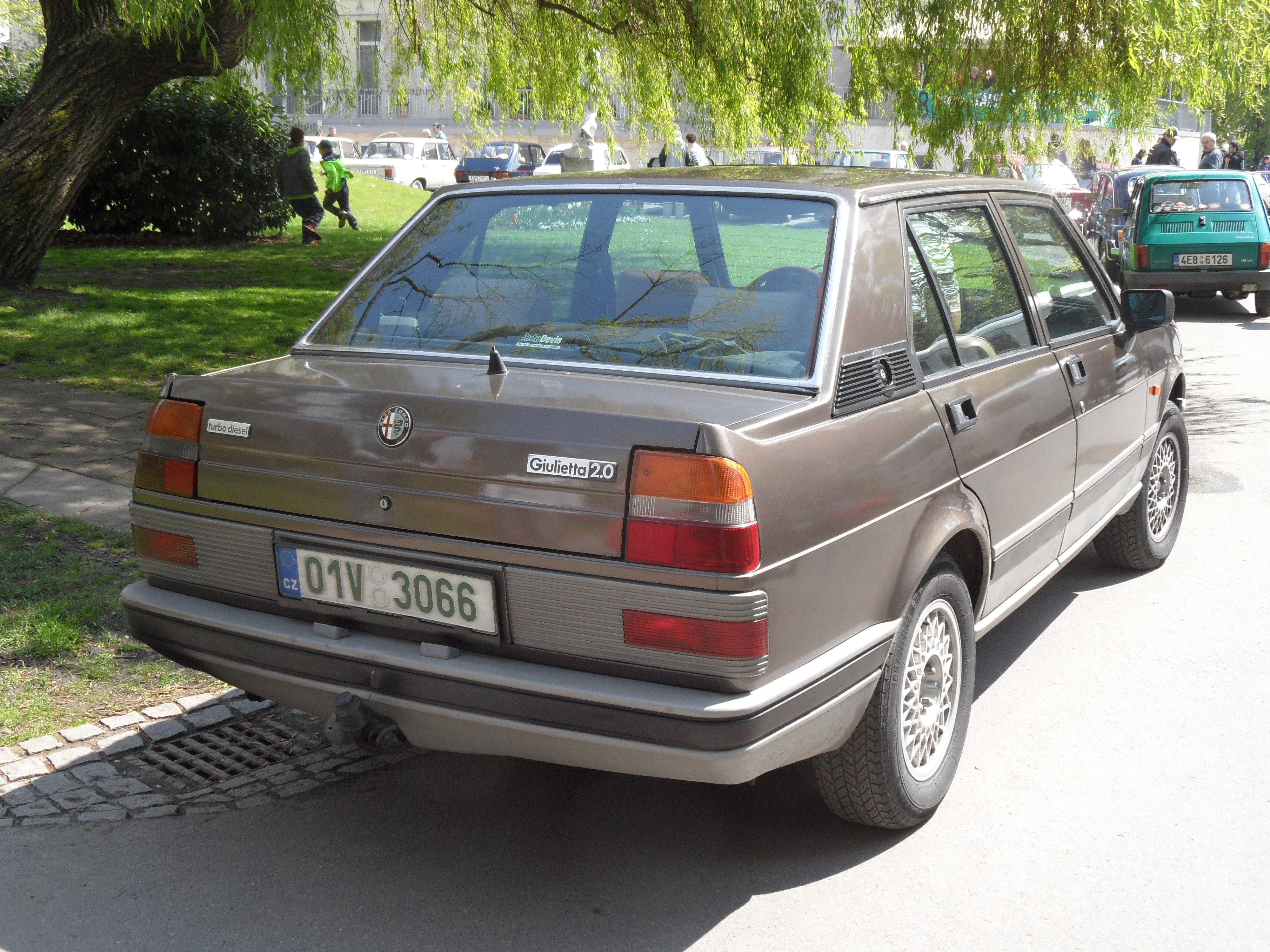
Giulietta 2.0 na srazu v Poděbradech (duben 2017)

## Motory
| Model       | Motor            | Objem    | Výkon              | Toč. moment         | Nejv. rychlost | 0–100 km/h | Vyráběn   |
| ----------- | ---------------- | -------- | ------------------ | ------------------- | -------------- | ---------- | --------- |
| 1.3         | DOHC             | 1357 cm³ | 95 k při 6000 ot.  | 121 Nm při 4500 ot. | 165 km/h       | 12,7 s     | 1977–1983 |
| 1.6         | DOHC             | 1570 cm³ | 109 k při 5600 ot. | 143 Nm při 4300 ot. | 175 km/h       | 11,3 s     | 1977–1985 |
| 1.8         | DOHC             | 1779 cm³ | 122 k při 5300 ot. | 167 Nm při 4000 ot. | 180 km/h       | 9,6 s      | 1979–1985 |
| 2.0         | DOHC             | 1962 cm³ | 130k při 5400 ot.  | 178 Nm při 4000 ot. | 185 km/h       | 9,4 s      | 1980–1985 |
| Turbodelta  | DOHC             | 1962 cm³ | 170 k při 5000 ot. | 283 Nm při 3500 ot. | 206 km/h       | 7,5 s      | 1984–1985 |
| Turbodiesel | řadový čtyřválec | 1995 cm³ | 82 k při 4300 ot.  | 162 Nm při 2300 ot. | 155 km/h       | 19,4 s     | 1982–1985 |